# Cerylon castaneum
Cerylon castaneum là một loài bọ cánh cứng trong họ Cerylonidae. Loài này được Say miêu tả khoa học năm 1827.